# 人工孵化
人工孵化（じんこうふか）は、卵、魚卵などを人工的に孵化させることを言う。孵卵器で行う方法、体外受精をする生物に、精子と卵をかけ合せて収容した箱を水中に浸漬して孵化させる方法（浸漬法）がある。
鶏・うずら等に関しては、技術的に確立されており、商業化も成功している。これに対し、魚については、未だ研究段階のものも多い。マグロに関しては、困難とされてきたが、人工孵化技術が確立された。これに対し、鰻などは、技術的・費用的に未だ研究段階にある。